# Starkare än lagen (film)
Starkare än lagen är en svensk film från 1951, huvudsakligen regisserad av Bengt Logardt.
Filmens förlaga var romanen Starkare än lagen av Bernhard Nordh från 1943. Planer på att filmatisera romanen fanns redan under 1940-talet och Nordh skrev ett manusutkast tillsammans med Arne Mattsson. Detta kom dock aldrig att filmas utan i stället skrevs ett nytt manus av endast Nordh. Sven Sköld komponerade musiken, Rune Ericson fotade och Lennart Wallén klippte. Arnold Sjöstrand, Ragnar Frisk och Martin Söderhjelm hade mindre regiuppdrag tillsammans med Logardt, som var huvudregissör.
Filmen spelades in under april och augusti 1950, samt vissa kompletterande scener under hösten samma år. Inspelningsplatser var Sandrews ateljéer i Stockholm, Hamrafjället, Skarvarna, Anderssjöfjället, Malmagen, Handöls kapell, Åre, Tyresö samt Viby gård utanför Sigtuna.

## Handling
Filmen utspelar sig under 1870-talet och handlar om nybyggarbönder i den norrländska fjällvärlden.

## Rollista
- Margareta Fahlén – Anna Persson
- Bengt Logardt – Helge Andersson
- Margit Carlqvist – Mimmi
- Arnold Sjöstrand – Anders Olsson
- Eva Stiberg – Stina
- Sven Magnusson – Per
- Peter Lindgren – Manuel
- Yvonne Lombard – Elvira
- Åke Fridell – Mattias
- Sten Lindgren – länsman
- Eric Laurent – Johan Persson på Björknäs
- Albert Ståhl – Ola
- Georg Skarstedt – prästen
- Edel Stenberg – fru Petersen
- Alf Östlund – Stenerud
- Harry Dahlgren – herr Petersen
- Brita Ulfberg – fru Stenerud

Ej krediterade
- Kerstin Wibom – Helges syster
- Ludde Juberg – man i färdstuga
- Tom Walter – man i färdstuga
- Oskar Sjöberg – man i färdstuga
- Holger Hansson – fiolspelare
- Pia Gadelius – Stinas dotter
- Siegfried Fischer	– bonde
- Gösta Qvist – Isaksson
- Maud Walter – kvinna i färdstugan
- Marianne Pettersson – kvinna i färdstugan
- Tor Bergner – våldtäktsmannen
- Lasse Rutfjäll – man på skidor
- John Nordfjäll – man på skidor